# 화이트 항공
화이트 항공(영어: White Airways)은 포르투갈의 전세 항공사로 주로 전세편 노선에 취항하고 있다. 리스본 포르텔라 공항이 허브 공항으로 2005년에 설립되어 주로 에어버스 기종을 사용하고 있다.

## 개요
화이트 항공은 2005년 설립 당시, 포르투갈의 국영 항공사이자 스타 얼라이언스의 멤버에 속한 TAP 포르투갈과 포르투갈의 여행 회사인 Viagens Abreu가 출자하여 설립 되었으나, 2006년말에 OAT 항공에 전세 부문만 매각하고 전세 부문이 독립하는 형태로 OAT 항공의 자회사가 되었다.

## 보유 기종
- 2012년 8월 기준으로 화이트 항공은 다음과 같은 기종을 보유하고 있으며 평균 기령은 12년이다.[2]

## 같이 보기
- 포르투갈의 항공사 목록